# Сукупира-ду-Риашан

Сукупира-ду-Риашан на карте штата.

Сукупира-ду-Риашан (порт. Sucupira do Riachão) — муниципалитет в Бразилии, входит в штат Мараньян. Составная часть мезорегиона Восток штата Мараньян. Входит в экономико-статистический микрорегион Шападас-ду-Алту-Итапекуру. Население составляет 4613 человек на 2010 год. Занимает площадь 863,909 км². Плотность населения — 5,34 чел./км².

## Демография
Согласно сведениям, собранным в ходе переписи 2010 г. Национальным институтом географии и статистики (IBGE), население муниципалитета составляет:
| Полное население                               | Полное население                               | Полное население                               | Полное население                               | 4613  |
| ---------------------------------------------- | ---------------------------------------------- | ---------------------------------------------- | ---------------------------------------------- | ----- |
| в том числе:                                   | Городское население                            | 2862                                           | Процент городского населения, %                | 62,04 |
|                                                | Сельское население                             | 1751                                           | Процент сельского населения, %                 | 37,96 |
|                                                | Мужское население                              | 2372                                           | Процент мужского населения, %                  | 51,42 |
|                                                | Женское население                              | 2241                                           | Процент женского населения, %                  | 48,58 |
| Плотность населения, чел/км²                   | Плотность населения, чел/км²                   | Плотность населения, чел/км²                   | Плотность населения, чел/км²                   | 5,34  |
| Население муниципалитета в % к населению штата | Население муниципалитета в % к населению штата | Население муниципалитета в % к населению штата | Население муниципалитета в % к населению штата | 0,07  |

По данным оценки 2016 года, население муниципалитета составляет 5537 жителей.

## История
Город основан 10 ноября 1996 года. 

## Статистика
- Валовой внутренний продукт на 2003 год составляет 6 224 347,00 реалов (данные: Бразильский институт географии и статистики).
- Валовой внутренний продукт на душу населения на 2003 год составляет 1359,92 реалов (данные: Бразильский институт географии и статистики).
- Индекс развития человеческого потенциала на 2000 год составляет 0,605 (данные: Программа развития ООН).